# 9764 Morgenstern
9764 Morgenstern (1991 UE5) là một tiểu hành tinh vành đai chính được phát hiện ngày 30 tháng 10 năm 1991 bởi F. Borngen ở Tautenburg.